# 保土ケ谷駅

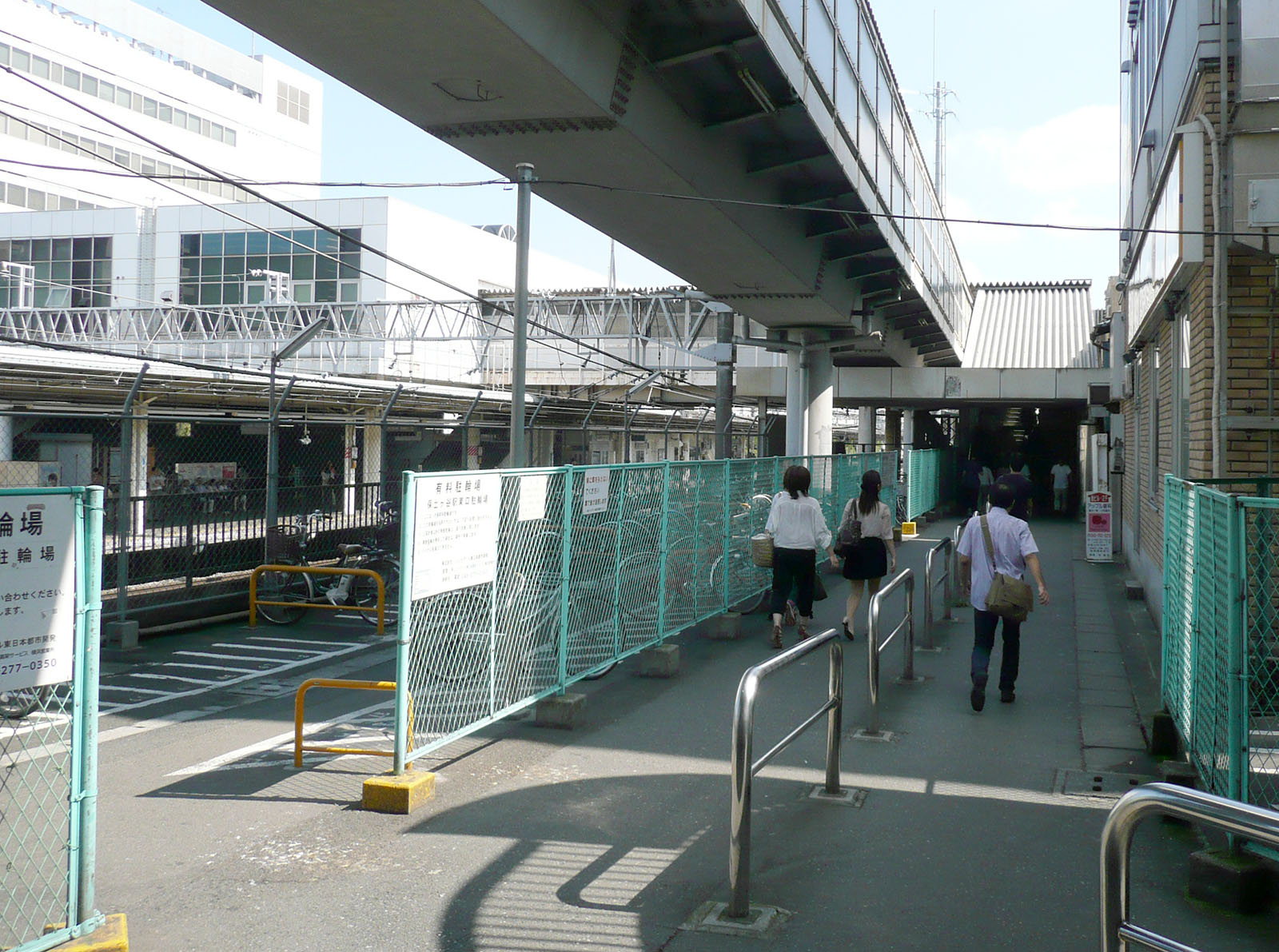
東口（2011年8月）

保土ケ谷駅（ほどがやえき）は、神奈川県横浜市保土ケ谷区岩井町にある、東日本旅客鉄道（JR東日本）の駅である。

## 乗り入れ路線
乗り入れている路線は、線路名称上は東海道本線のみであるが、当駅には横須賀線専用線路上にのみ旅客ホームがあり、同線路を走行する横須賀線電車および湘南新宿ラインの宇都宮線 - 横須賀線直通列車のみが停車し、東海道線列車は停車せず、旅客案内では「東海道（本）線」とは案内されていない。湘南新宿ラインの東海道線 - 高崎線系統は全列車が快速運転のため通過する。
また当駅には、各路線ごとに駅番号が与えられている。
- 横須賀線：東海道本線（品鶴線経由）を経て、下り列車は大船駅より線路名称上の横須賀線を走る。上り列車は多くの列車が東京駅を経由し、総武快速線へ直通する。 - 駅番号「JO 12」
- 湘南新宿ライン：東海道本線（品鶴線経由）を経て、西大井駅まで横須賀線と同一の線路を使用し、新宿駅経由で宇都宮線へ直通する。 - 駅番号「JS 12」

また、JRの特定都区市内制度における「横浜市内」に属する。

## 歴史
1887年（明治20年）7月11日に東海道本線横浜 - 国府津間開通に合わせて、程ヶ谷駅として開業した。この時点では、横浜駅は現在の桜木町駅の位置にあり、東海道本線は初代横浜駅でスイッチバックをして程ヶ谷に至っていた。開業当初は西欧風のモダンな駅舎が建てられていたが、西口だけであった。
この折り返しは輸送上の大きな障害となっていたこともあり、その後日清戦争が勃発して輸送量が増加した折に、陸軍省の依頼で神奈川駅と当駅の間を短絡する路線が1894年（明治27年）9月下旬に開通した。この路線は当初暫定のはずであったが、日清戦争が終わり東海道本線の複線化が進展すると、こちらの路線を本線とする計画が生まれた。横浜の商人などは、横浜駅が支線上になって列車本数が減少してしまうことへの懸念からこの計画に反対したが、結局1898年（明治31年）8月1日に短絡線の方が本線となり、こちら経由で神奈川 - 大船間の複線化が実施された。横浜の市民の利便性を考えて、この短絡線上に平沼駅が1901年（明治34年）10月10日に設置されたが、平沼駅周辺は未開で横浜市街地と結ぶ交通も未整備だったことから利用は少なかった。
その後、東海道本線のすべての列車が横浜駅を経由できるように改良することになり、1915年（大正4年）8月15日に高島町交差点付近に2代目の横浜駅が開設された。これと同時に初代の横浜駅は桜木町駅に改称した。東海道本線は、神奈川駅から南へ向かって2代目横浜駅を経由し、石崎川に沿って当駅に至る弓なりの経路を通るようになり、同時に桜木町駅と当駅を結ぶ路線、神奈川駅と当駅を結ぶ短絡線は廃止となった。また2代目横浜駅の東側に貨物駅として設置された高島駅と当駅を結ぶ複線の貨物線が1915年（大正4年）12月30日に開通した。その後1917年（大正6年）6月17日に鶴見駅と高島駅を結ぶ貨物線、通称高島線が開通したことで鶴見から当駅までの貨物線がつながり、旅客と貨物が別線路を走行するようになった。またこの年に西口駅舎が改築されている。
しかし1923年（大正12年）9月1日の関東大震災により2代目横浜駅は焼失した。その後の横浜の鉄道網再建計画にあたって、東海道本線を再び直線化する方向でまとまり、現在の位置に3代目の横浜駅が建設された。これにより、一度廃止された神奈川 - 程ヶ谷間の短絡線が再び本線となることになった。3代目横浜駅に着工する前の1925年（大正14年）12月13日に東海道本線東京 - 国府津間が電化され、当駅を通る列車も多くが電気機関車の牽引に移行した。1928年（昭和3年）10月15日に3代目横浜駅が開業し、2代目横浜駅を経由する弓なりの経路は廃止されて短絡線が再開通した。またその後貨物線の再編も行われ、1929年（昭和4年）8月21日に品川 - 鶴見間の通称品鶴線が開通して新鶴見操車場が開業し、また鶴見から程ヶ谷まで本線に沿った貨物線が開通して、程ヶ谷から平塚まで前年の3月31日までに順次開通していた貨物線と合わせて品川 - 平塚間の客貨分離が完成した。この線路の品川 - 東戸塚間が後に横須賀線の電車を運転するために利用されることになる。この貨物線完成により、不要となった高島と当駅を結ぶ貨物線は同年9月16日に廃止となった。
1929年（昭和4年）2月14日、後に相鉄本線となる神中鉄道が西横浜駅まで開通した際に、当駅と西横浜を結ぶ連絡線が開通し、砂利輸送が行われるようになった。この連絡線を経由した運転は終始入換の扱いとされていた。1948年（昭和23年）9月13日にこの路線は貨物支線として正式に開業し、営業キロは0.8 kmとされた。引き続き砂利輸送が行われた他、厚木海軍飛行場に進駐した米軍向けの燃料輸送も実施された。1964年（昭和39年）からは厚木駅付近に小野田セメントのセメント基地が建設され、セメント輸送も行われるようになった。一方でこの年、相模川の砂利資源枯渇に伴い、砂利輸送は全廃された。また当駅構内には相鉄所属の専用線も存在していた。
1930年（昭和5年）3月15日から横須賀線の列車が電車化され、当駅に電車が運行されるようになった。これに伴い、東海道線は全列車が当駅を通過となり、横須賀線の電車のみが停車するようになった。1931年（昭和6年）10月1日に保土ケ谷駅に改称され、1938年（昭和13年）3月には東口駅舎が開設された。
東海道線と横須賀線の列車は同じ線路を共用してきたが、貨物線を利用して分離を行うことになり（SM分離）、まず1979年（昭和54年）10月1日に横浜羽沢駅経由で新設された東海道貨物線（通称羽沢線）に貨物列車の運転が移行し、当駅では貨物扱いが廃止となって、貨物線が空くことになった。これに伴い、10月6日付で相模鉄道の貨物支線も廃止となり、残っていたセメント輸送や米軍燃料輸送は厚木駅を経由したものに移行した。廃止の時点ではこの連絡線の営業キロは1.0 kmとなっていたが、改キロがいつ実施されたかは不明である。それから1年をかけて橋梁の改築などの旅客化工事が行われ、1980年（昭和55年）10月1日から旧貨物線を経由して横須賀線電車の運転が開始された。1981年（昭和56年）2月1日に現行の橋上駅舎が供用開始されている。

### 年表
- 1887年（明治20年）7月11日：国鉄東海道本線 横浜駅（初代） - 国府津駅間開通と同時に程ヶ谷駅として開業[1]。旅客営業のみの旅客駅[1]。
- 1894年（明治27年）9月下旬：陸軍省の依頼で、神奈川駅との間を短絡する路線を建設。
- 1898年（明治31年）
  - 4月1日：貨物取り扱いを開始[23]。
  - 8月1日：初代横浜駅との間を支線とし、神奈川との間の短絡線を本線とする。神奈川 - 大船間が複線化される。
- 1915年（大正4年）
  - 8月15日：横浜駅が2代目の位置に移転し、初代横浜駅は桜木町駅に改称し、桜木町駅と当駅を結ぶ路線は廃止され[1]、2代目横浜駅を経由する路線が本線となる。
  - 12月30日：高島駅と結ぶ貨物線が開通。
- 1917年（大正6年）：西口駅舎改築。
- 1925年（大正14年）12月13日：当駅を通る東海道本線が電化される。
- 1928年（昭和3年）
  - 3月31日：程ヶ谷 - 大船間の複線貨物線開通、程ヶ谷以西が4線化。
  - 10月15日：3代目横浜駅開業。2代目横浜駅を経由する線路は廃止され、以前の短絡線が再び使用開始される。
- 1929年（昭和4年）
  - 2月14日：神中鉄道の西横浜と結ぶ連絡線開通。
  - 8月21日：鶴見から当駅までの本線に沿った貨物線が開通。
  - 9月16日：高島駅と結ぶ貨物線廃止[2]。
- 1930年（昭和5年）3月15日：横須賀線が電車化し、東海道線は当駅を全列車通過することになる。
- 1931年（昭和6年）10月1日：保土ケ谷駅に改称[23]。
- 1938年（昭和13年）3月：東口駅舎開設。
- 1948年（昭和23年）9月13日：相鉄貨物線の当駅 - 西横浜駅間が開通。
- 1979年（昭和54年）
  - 10月1日：東海道貨物線の開業により、貨物取り扱い業務を新設の横浜羽沢駅に移管。
  - 10月6日：相模鉄道貨物線が廃止。同線経由で行われていた相鉄本線相模大塚駅（在日米軍厚木基地の航空燃料）・厚木線厚木駅（小野田セメント生コン工場の原料セメント）への貨物輸送[24]は、茅ケ崎から相模線経由に輸送経路を変更された。
- 1980年（昭和55年）10月1日：SM分離により、ホームが東海道本線上から現在の横須賀線上に移転。
- 1981年（昭和56年）2月1日：現駅舎の使用開始。
- 1984年（昭和59年）2月1日：荷物取り扱いを廃止[25]。
- 1987年（昭和62年）4月1日：国鉄分割民営化に伴い、東日本旅客鉄道（JR東日本）の駅となる[25]。
- 1991年（平成3年）5月1日：駅ビル「アーバン」開業[26]。
- 1993年（平成5年）5月25日：自動改札機を設置し、供用開始[27]。
- 2001年（平成13年）11月18日：ICカード「Suica」の利用が可能となる。
- 2007年（平成19年）：指定席券売機が設置。改札・ホーム間にエレベーター設置。
- 2008年（平成20年）：既存の上りエスカレーターに加え、下りエスカレーター設置。ホームに待合室設置。
- 2021年（令和3年）
  - 9月15日：みどりの窓口の営業を終了[28][29]。
  - 10月1日：業務委託化[29]。

### 駅名の由来
「保土ケ谷」という地名の由来は複数説がある。有力なのは民俗学者の柳田國男の主張する女性器（ほと）の形に似た谷という説と、古代で、旭区から保土ケ谷区にかけて広大な榛谷御厨（はんがやみくりや）が存在し、「はんがや」が「ほどがや」に転訛したという説である。

## 駅構造
島式ホーム1面2線を持つ地上駅で、橋上駅舎を有している。島式ホームの東側には、ホームのない東海道線が通っている。北側には着発線1本と機回し線1本があり、横浜方面からの折り返しに使用されている。さらに横浜寄りには保線基地がある。貨物ホームがあった名残から横浜寄りには出発信号機（第1・第2）がある。このため電車が発車する際、出発信号機の表示が赤である場合は発車待ちが生じる。
横浜統括センター（横浜駅）管理のJR東日本ステーションサービス受託の業務委託駅。
横浜羽沢駅経由の東海道貨物線が開通する前は、本線西側と駅舎北側にコンテナホーム・有蓋車用ホーム各1面1線の貨物ホームが存在していた。
ホームの柱一本おきに、明治・大正期のガス灯を彷彿とさせる形状の電灯が設置されている。

### のりば
| 番線 | 路線                   | 方向 | 行先                       |
| ---- | ---------------------- | ---- | -------------------------- |
| 1    | 横須賀・総武線（快速） | 上り | 横浜・品川・東京・千葉方面 |
| 1    | 湘南新宿ライン         | 北行 | 渋谷・新宿・大宮方面       |
| 2    | 横須賀線               | 下り | 大船・逗子・久里浜方面     |

（出典：JR東日本:駅構内図）

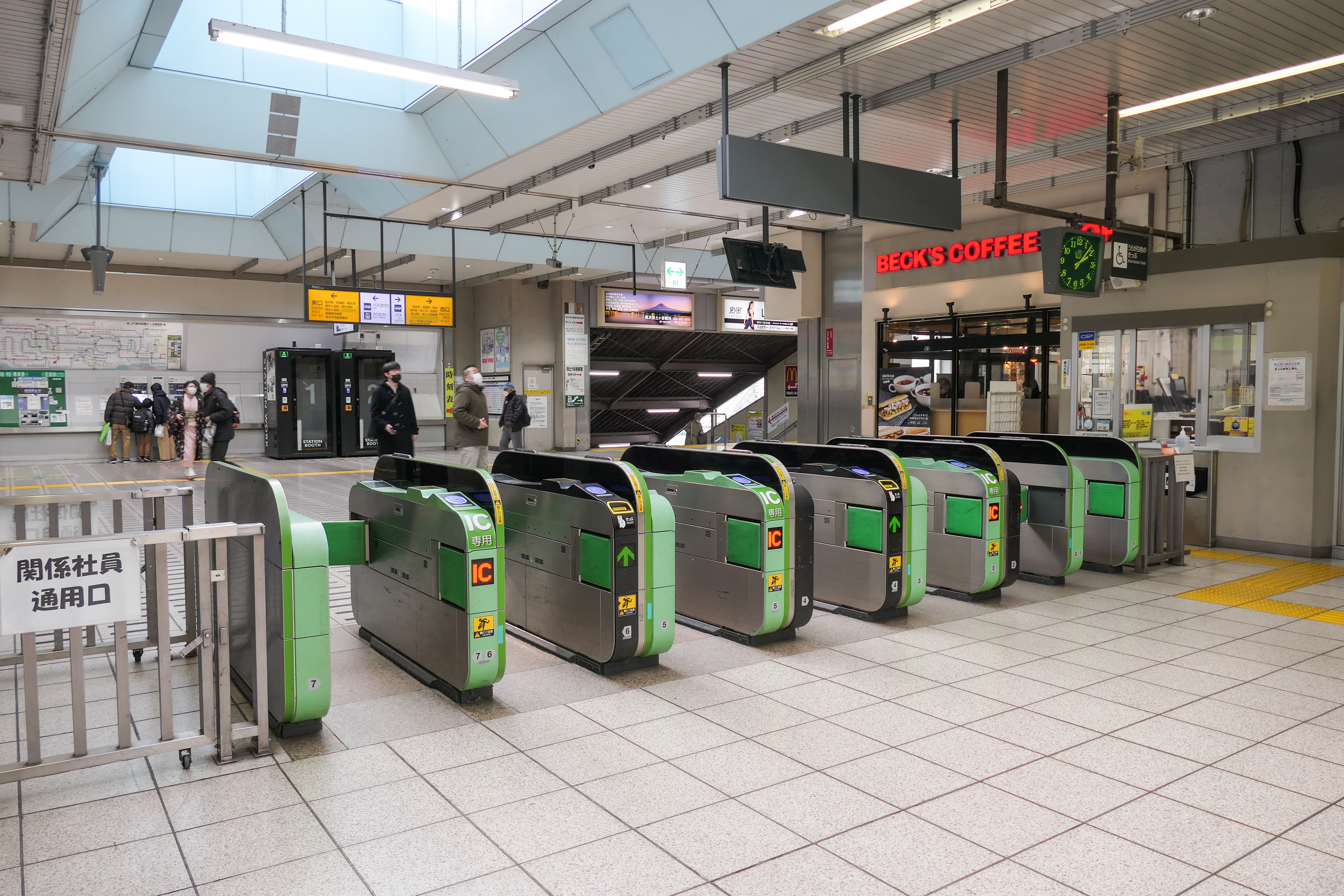
改札口（2023年1月）
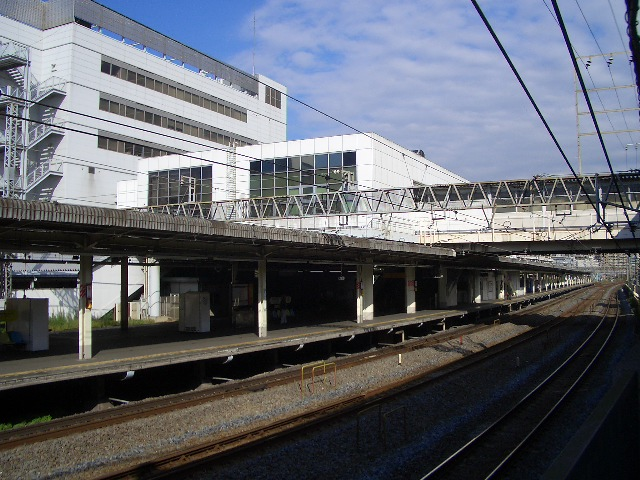
ホーム全景 手前の線路2本が東海道線、画像右奥が横浜方面、左手前が大船方面（2004年11月）
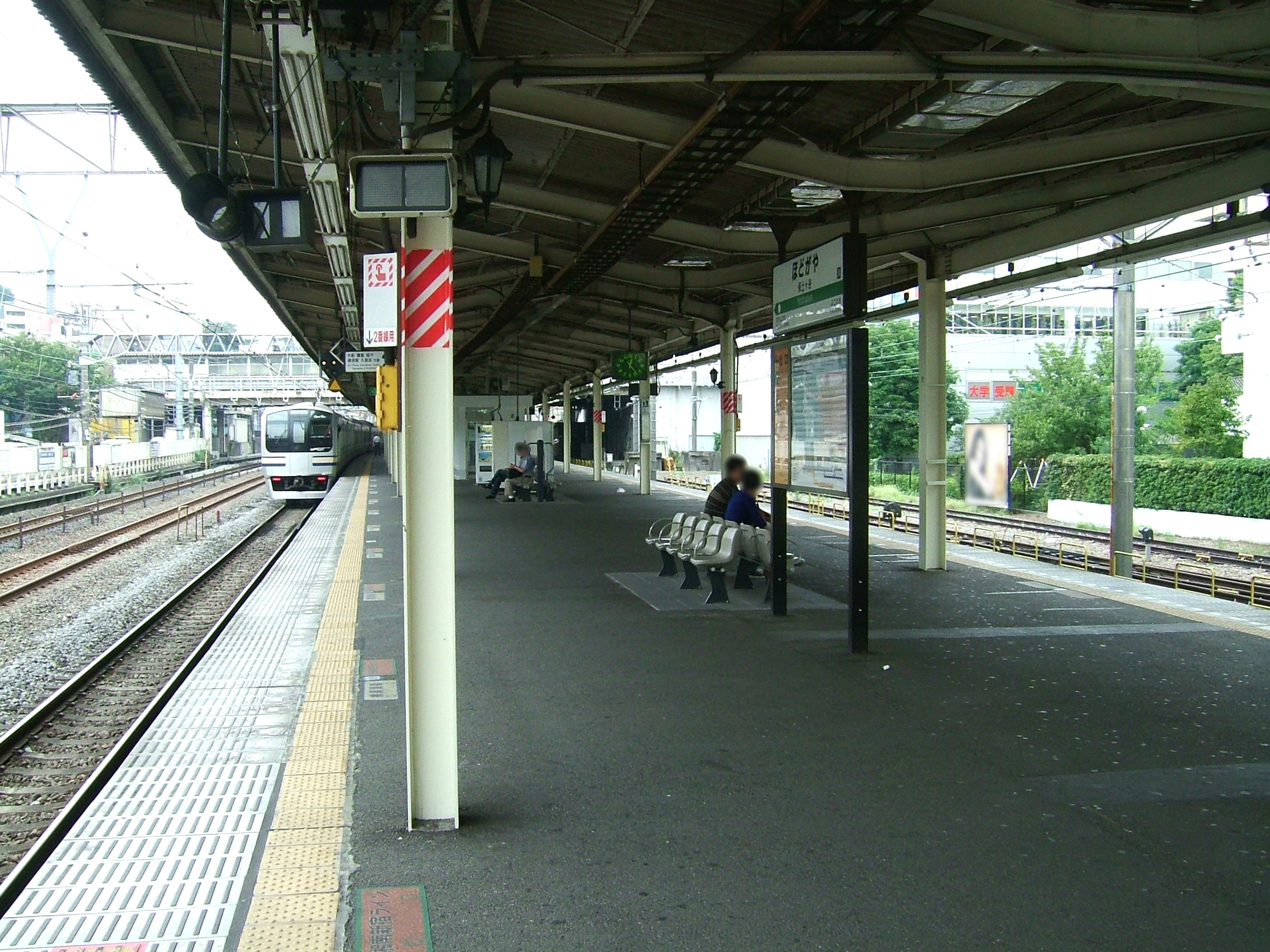
ホーム（2008年9月） 支柱にガス灯のような照明が設置されている。

### 駅構内設備
- 指定席券売機
- 売店など
  - 崎陽軒保土ヶ谷駅店 - 改札を出て左手。
- 喫茶店など
  - BECK'S COFFEE SHOP - 改札を出て右手。

## 駅弁
主な駅弁は下記の通り。
- 横濱中華弁当
- 幕の内弁当
- かながわ味わい弁当(季節により内容が変わる：春・初夏・夏・秋・冬)
- シウマイ弁当
- おべんとう(季節により内容が変わる春・初夏・夏・秋・冬)
- しょうが焼弁当
- 横濱チャーハン
- お赤飯弁当
- 横濱ピラフ
- いなり寿司

## 利用状況
2023年度（令和5年度）の1日平均乗車人員は28,617人である。
1991年度（平成3年度）以降の推移は下記の通り。
| 年度               | 1日平均 乗車人員 | 出典       |
| ------------------ | ---------------- | ---------- |
| 1991年（平成03年） | 29,997           |            |
| 1992年（平成04年） | 30,612           |            |
| 1993年（平成05年） | 30,868           |            |
| 1994年（平成06年） | 31,022           |            |
| 1995年（平成07年） | 30,860           | [ 統計 2 ] |
| 1996年（平成08年） | 31,114           |            |
| 1997年（平成09年） | 31,039           |            |
| 1998年（平成10年） | 30,756           | [ * 1 ]    |
| 1999年（平成11年） | 31,105           | [ * 2 ]    |
| 2000年（平成12年） | 31,218           | [ * 2 ]    |
| 2001年（平成13年） | 31,425           | [ * 3 ]    |
| 2002年（平成14年） | 31,465           | [ * 4 ]    |
| 2003年（平成15年） | 31,434           | [ * 5 ]    |
| 2004年（平成16年） | 30,974           | [ * 6 ]    |
| 2005年（平成17年） | 30,810           | [ * 7 ]    |
| 2006年（平成18年） | 31,261           | [ * 8 ]    |
| 2007年（平成19年） | 31,472           | [ * 9 ]    |
| 2008年（平成20年） | 31,511           | [ * 10 ]   |
| 2009年（平成21年） | 31,612           | [ * 11 ]   |
| 2010年（平成22年） | 31,855           | [ * 12 ]   |
| 2011年（平成23年） | 31,932           | [ * 13 ]   |
| 2012年（平成24年） | 32,412           | [ * 14 ]   |
| 2013年（平成25年） | 32,764           | [ * 15 ]   |
| 2014年（平成26年） | 32,422           | [ * 16 ]   |
| 2015年（平成27年） | 33,001           | [ * 17 ]   |
| 2016年（平成28年） | 33,613           | [ * 18 ]   |
| 2017年（平成29年） | 34,035           | [ * 19 ]   |
| 2018年（平成30年） | 34,365           | [ * 20 ]   |
| 2019年（令和元年） | 34,029           | [ * 21 ]   |
| 2020年（令和02年） | 26,038           |            |
| 2021年（令和03年） | 26,250           |            |
| 2022年（令和04年） | 27,634           |            |
| 2023年（令和05年） | 28,617           |            |

## 駅周辺
当駅周辺は東海道の宿場の一つである保土ヶ谷宿があった所であり、駅の周辺にはいくつかの史跡が散在している。本陣跡をはじめ、高札場・問屋場・金沢横町道標4基などの史跡、神社・仏閣なども多く散在している。西口付近を通る道路はかつての旧東海道であり、当駅から約1km（徒歩15分圏内）の位置にある相鉄本線の天王町駅方面に続いている。また、西口周辺には保土ケ谷税務署も所在している。ただし、保土ケ谷区役所をはじめとした区の主要な官公庁は相鉄本線の星川駅周辺に置かれている。
西口
- 旧東海道
- 横浜市都市計画道路環状1号（旧東海道と重複）
- 駅ビル
  - アーバン（保土ヶ谷駅ビル）※管理・運営：ジェイアール東日本都市開発
    - ビーンズ保土ヶ谷 西館（アーバン内の商業エリア）
      - ケンタッキーフライドチキン保土ヶ谷店
      - 横浜文明堂保土ヶ谷店

    - 横浜西労働基準監督署

  - CIAL保土ヶ谷 ※管理・運営：JR横浜湘南シティクリエイト
    - マクドナルド保土ヶ谷駅前店
    - やきとりセンター保土ヶ谷駅前店
    - 富士ガーデン保土ヶ谷店（スーパーマーケット）
- ガスト保土ヶ谷駅前店（ファミレス）
- Fuji 保土ヶ谷店（スーパーマーケット）
- 保土ケ谷税務署
- 横浜ビジネスパーク※平日は当駅西口発着の無料バスを運行
- 横浜帷子郵便局
- 遍照寺

東口
- 国道1号
- 駅ビル
  - ビーンズ保土ヶ谷 東館 ※管理・運営：ジェイアール東日本都市開発
    - マツモトキヨシ保土ヶ谷駅東口店（ドラッグストア）
- 聖隷横浜病院（旧・国立横浜東病院）
- 久保山墓地
- 横浜清風高等学校
- 清水ケ丘公園
- 圓福寺

## バス路線

### 東口
神奈川中央交通・相鉄バス・横浜市営バスが運行する路線バスが発着する。改札口から、国道1号を歩道橋で越えた先にターミナルが設置されており、1 - 8番のりばはこのターミナル内に設置されているが、9番乗り場については国道1号線上に設置されている。
| のりば | 運行事業者     | 系統・行先 | 備考                                                  |
| ------ | -------------- | --- | ----------------------------------------------------- |
| 1      | 神奈川中央交通 | - 戸38・横46：戸塚駅東口 - 保06：不動坂 - 横17・東21・205：東戸塚駅東口 - 77：芹が谷                                        |                                                       |
| 2      | 相鉄バス       | 旭4：美立橋 / 二俣川駅北口                                                                                                  |                                                       |
| 2      | 横浜市営バス   | 106：境木中学校前 |                                                       |
| 3      | 横浜市営バス   | - 53：平和台折返場 - 212：保土ヶ谷車庫前方面（循環含む）                                                                    |                                                       |
| 4・5   | （降車専用）   | （降車専用） | （降車専用）                                          |
| 7      | 神奈川中央交通 | 11（YAMATE LINER）：桜木町駅前                                                                                              |                                                       |
| 7      | 横浜市営バス   | 9：磯子駅前 / 滝頭 |                                                       |
| 8      | 相鉄バス       | - 旭4：桜木町駅前 - 浜4：横浜駅西口                                                                                         |                                                       |
| 8      | 横浜市営バス   | - 32：日本大通り駅県庁前 / 久保山霊堂前 - 288（聖隷横浜病院循環）：聖隷横浜病院                                             | 「288（聖隷横浜病院循環）」は平日運行                 |
| 9      | 神奈川中央交通 | - 横17・横46：横浜駅西口 - 77：横浜駅東口 - 東21：水道道                                                                    |                                                       |
| 9      | 相鉄バス       | 旭4：横浜駅西口 |                                                       |
| 9      | 横浜市営バス   | - 9：横浜駅前 / 藤棚 - 32・212：保土ヶ谷車庫前 - 53：保土ヶ谷車庫前 / 横浜駅西口 - 106：本牧車庫前 / 桜木町駅前（市役所口） | - 「9」の藤棚行きは平日運行 - 「212」「53」は日中運行 |

### 西口
神奈川中央交通・相鉄バス・横浜市営バスが運行する路線バスが発着する。
| のりば | 運行事業者     | 系統・行先                                               | 備考                               |
| ------ | -------------- | -------------------------------------------------------- | ---------------------------------- |
| 1      | 神奈川中央交通 | 121：新横浜駅前                                          |                                    |
| 1      | 横浜市営バス   | - 25：明神台 / 横浜駅西口 - 127：星川駅 / 保土ヶ谷車庫前 | 「25」の明神台行きは平日朝のみ運行 |
| 2      | 相鉄バス       | 旭45：美立橋                                             |                                    |
| 2      | 横浜市営バス   | - 22：星川駅 / 保土ヶ谷車庫前 - 33・125・220：星川駅     | 「125」は平日朝のみ運行            |

## 隣の駅
東日本旅客鉄道（JR東日本）
 横須賀線
横浜駅 (JO 13) - 保土ケ谷駅 (JO 12) - 東戸塚駅 (JO 11)
 湘南新宿ライン
■特別快速・■快速（いずれも高崎線直通）
通過
■普通（宇都宮線直通、一部は宇都宮線内快速）
横浜駅 (JS 13) - 保土ケ谷駅 (JS 12) - 東戸塚駅 (JS 11)

### かつて存在した路線
鉄道省（国鉄）
東海道本線
横浜駅（初代） - 程ヶ谷駅
1915年（大正4年）8月15日廃止、2.5マイル（約4.16 km）
東海道本線貨物支線
高島駅 - 程ヶ谷駅
1929年（昭和4年）9月16日廃止、1.3マイル（約3.36 km）
相模鉄道
貨物支線
保土ヶ谷駅 - 西横浜駅
1979年（昭和54年）10月6日廃止

### 記事本文